# Rafael Paasio

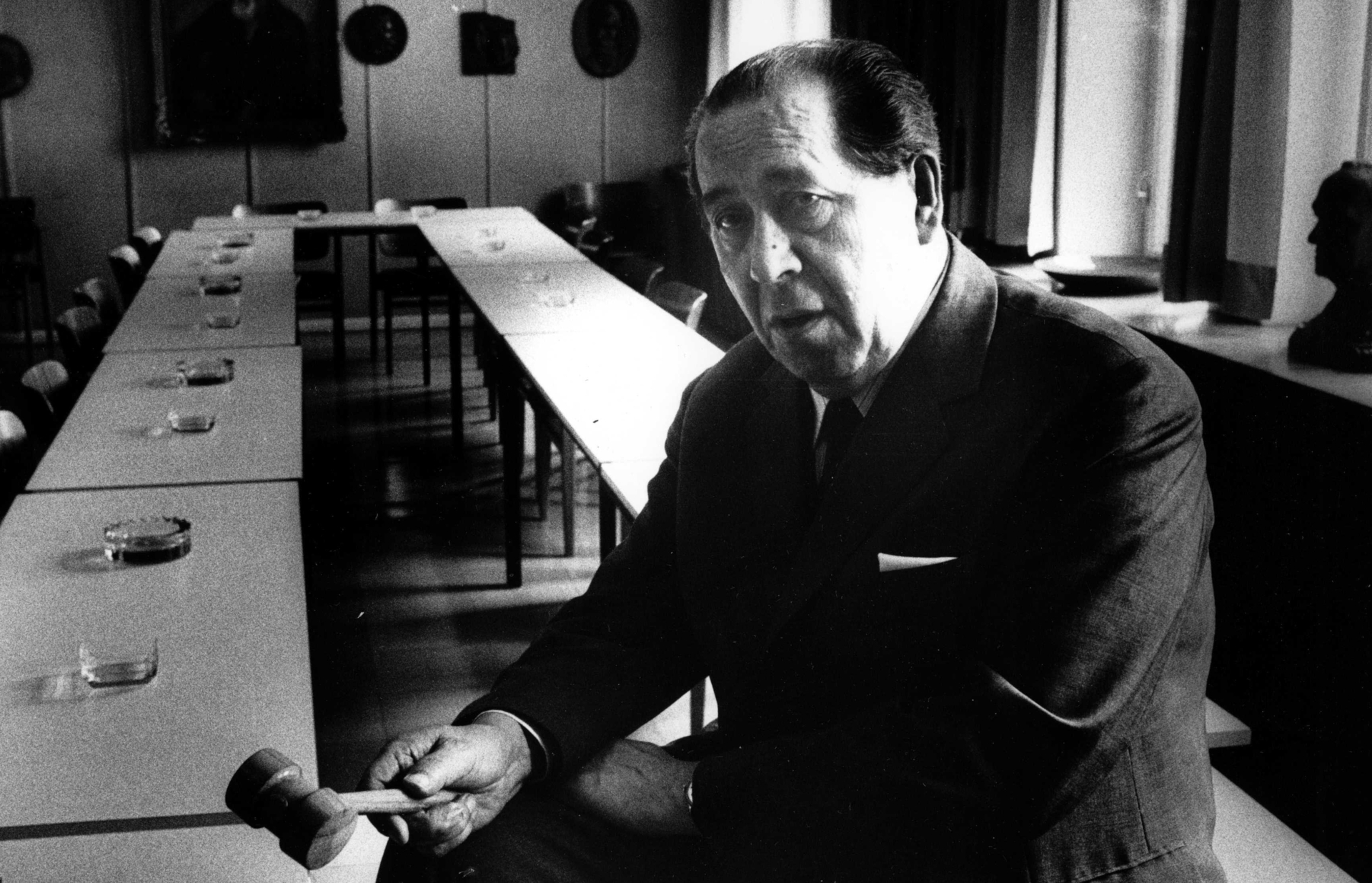
Rafael Paasio.

Kustaa Rafael Paasio (Uskela, 6 juni 1903 – Turku, 17 maart 1980) was een Fins sociaaldemocratisch politicus.

## Levensloop
Paasio werd in 1948 voor de Sociaaldemocratische Partij (SDP) in het Finse parlement gekozen. In 1963 werd hij tot voorzitter van de SDP gekozen, een functie die hij tot 1975 bekleedde. Als partijvoorzitter (opvolger van Väinö Tanner) was hij voorstander van goede betrekkingen met de Sovjet-Unie dan zijn voorgangers Tanner en Fagerholm. In 1966 was Paasio voorzitter van de Eduskunta (parlement).
In 1966 behaalde de SDP een grote verkiezingsoverwinning (van 38 naar 56 zetels in het parlement). Naast de SDP was er ook winst voor de gematigde Centrumpartij en het linkse Sociaaldemocratisch Verbond (afsplitsing van de SDP). Op 21 mei 1966 kwam er onder Paasio een nieuwe "volksfrontcoalitie" tot stand bestaande uit de SDP, de Centrumpartij, de volksdemocraten (communisten) en het Sociaaldemocratisch Verbond. Deze regering hield maar moeizaam stand tot mei 1968. Het beleid van Paasio werd fel bekritiseerd door sommige SDP'ers. In mei 1968 vormde de sociaaldemocraat Karl-August Fagerholm een nieuwe regering.
Van 1970 tot 1972 was Paasio opnieuw voorzitter van de Eduskunta.
In februari 1972 werd Paasio voor de tweede maal premier. Nu van een sociaaldemocratisch minderheidskabinet. Op 19 juli 1972 diende dit kabinet Paasio II reeds haar ontslag omdat het niet alleen verantwoordelijk wilde zijn voor het tekenen van een handelsovereenkomst met de EEG.